# Jingjing e Chacha
Jingjing e Chacha (paronomasia della parola cinese 警察 pinyin jǐngchá, ovvero polizia) sono due cartoni animati, mascotte della Divisione di sorveglianza Internet dell'ufficio di pubblica sicurezza di Shenzhen.
Apparsi per la prima volta sul China Youth Daily, organo di stampa della Lega della Gioventù Comunista Cinese e ripreso il 5 gennaio 2006 dal quotidiano Shanghai Daily, sono usati tra gli altri scopi per informare gli internauti cinesi su cosa è o non è consentito consultare o pubblicare su Internet in Cina in violazione della legge.